# Obermorschwihr
 Obermorschwihr (en alsacià Owermorschwihr) és un municipi francès, situat a la regió del Gran Est, al departament de l'Alt Rin. L'any 1999 tenia 358 habitants. Està situat entre els municipis de Hattstatt, Vœgtlinshoffen, Husseren-les-Châteaux, Gueberschwihr, Herrlisheim-près-Colmar, Eguisheim, i Rouffach.

## Demografia
| 1962 | 1968 | 1975 | 1982 | 1990 | 1999 |
| ---- | ---- | ---- | ---- | ---- | ---- |
| 301  | 330  | 376  | 371  | 354  | 358  |

## Administració
| Període | Identitat    | Partit |
| ------- | ------------ | ------ |
| 2001-   | Serge Leiber |        |